# Echipa națională de rugby a Republicii Moldova
Echipa națională de rugby a Republicii Moldova reprezintă Republica Moldova în meciurile internaționale de rugby. A jucat primul său meci cu Lituania în 1991, câștigând întâlnirea. Republica Moldova fiind membră a FIRA-Asociația Europeană de Rugby din anul 1992, echipa evoluează în Divizia 1B a Cupei Europene a Națiunilor. Nu s-a calificat niciodată la Cupa Mondială de Rugby. Până în octombrie 2015 este clasată pe locul 32 în clasamentul World Rugby.

## Lotul actual
Antrenor: Sergiu Moțoc

Notă: Steagurile indică naționalitatea clubului/provinciei așa cum e definită de World Rugby.
| Jucător           | Poziție                | Data nașterii (vârsta)         | Selecții | Club/provincie             |
| ----------------- | ---------------------- | ------------------------------ | -------- | -------------------------- |
| Dumitru Arhip     | Pilier                 | 12 noiembrie 1988 (36 de ani)  |          | Ospreys                    |
| Ion Dascăl        | Taloneur               |                                | 3        | Lupii Albi-USEFS           |
| Igor Orghianu     | Taloneur               | 18 decembrie 1991 (33 de ani)  | 8        | Steaua București           |
| Dumitru Vasilachi | Taloneur               | 24 decembrie 1979 (45 de ani)  |          | Lupii Albi-USEFS           |
| Maxim Cobîlaș     | Pilier                 | 12 august 1986 (38 de ani)     |          | Sale Sharks                |
| Vadim Cobîlaș     | Pilier                 | 30 decembrie 1983 (41 de ani)  |          | Sale Sharks                |
| Ruslan Dorogan    | Pilier                 | 4 octombrie 1993 (31 de ani)   | 0        | Dinamo București           |
| Gheorge Gajion    | Pilier                 | 13 decembrie 1992 (32 de ani)  | 1        | Rugby Rovigo Delta         |
| Victor Leon       | Pilier                 | 10 ianuarie 1989 (36 de ani)   | 8        | CSM Olimpia București      |
| Nichita Macaria   | Pilier                 | 23 septembrie 1994 (30 de ani) | 0        | CS Rulmentul Bârlad        |
| Veaceslav Titica  | Pilier                 | 14 februarie 1983 (42 de ani)  |          | Krasnîi Iar                |
| Maxim Gargalic    | Linia a II-a           | 7 martie 1989 (36 de ani)      | 8        | Enisei-STM                 |
| Andrei Mahu       | Linia a II-a           | 3 septembrie 1991 (33 de ani)  | 11       | Zebre                      |
| Andrei Romanov    | Linia a II-a           | 10 decembrie 1985 (39 de ani)  |          | Krasnîi Iar                |
| Victor Arhip      | Flanker                | 24 decembrie 1990 (34 de ani)  |          | Krasnîi Iar                |
| Ion Bușilă        | Flanker                | 2 aprilie 1986 (38 de ani)     | 1        | Lupii Albi-USEFS           |
| Maxim Beșleaga    | Flanker                |                                | 1        | Lupii Albi-USEFS           |
| Sergiu Castraveț  | Flanker                | 29 decembrie 1987 (37 de ani)  |          | Lupii Albi-USEFS           |
| Roman Rotundu     | Flanker                | 29 noiembrie 1993 (31 de ani)  | 2        | Dinamo București           |
| Oleg Prepeliță    | Închizător (N8)        | 18 iunie 1983 (41 de ani)      |          | Krasnîi Iar                |
| Nicolae Purcel    | Închizător (N8)        | 3 noiembrie 1992 (32 de ani)   | 1        | ȘSSRAR-USPEE               |
| Nicolae Caburgan  | Mijlocaș la grămadă    | 8 decembrie 1984 (40 de ani)   |          | Lupii Albi-USEFS           |
| Nicolae Chirilă   | Mijlocaș la grămadă    | 7 martie 1980 (45 de ani)      |          | Lupii Albi-USEFS           |
| Victor Murzac     | Mijlocaș la grămadă    |                                | 0        | Sporting-ASEM              |
| Craig Felston     | Mijlocaș la deschidere | 24 martie 1993 (32 de ani)     | 5        | Stade Domontois            |
| Octavian Manoli   | Mijlocaș la deschidere | 7 februarie 1983 (42 de ani)   |          | Lupii Albi-USEFS           |
| Alexandru Baltag  | Centru de treisferturi |                                |          | Lupii Albi-USEFS           |
| Andrian Baltag    | Centru de treisferturi | 30 ianuarie 1987 (38 de ani)   | 7        | Lupii Albi-USEFS           |
| Ion Cavcaliuc     | Centru de treisferturi | 2 august 1993 (31 de ani)      | 1        | Dinamo București           |
| Ștefan Leca       | Centru de treisferturi |                                |          | Lupii Albi-USEFS           |
| Alexandru Bulgac  | Aripă de treisferturi  | 14 iunie 1987 (37 de ani)      |          | Lupii Albi-USEFS           |
| Andrei Cebotari   | Aripă de treisferturi  | 15 octombrie 1992 (32 de ani)  | 1        | RC Grivița Roșie București |
| Ilie Lotcă        | Aripă de treisferturi  |                                | 0        | Lupii Albi-USEFS           |
| Andrei Olari      | Aripă de treisferturi  | 4 noiembrie 1988 (36 de ani)   | 1        | Villefranche XIII          |
| Eduard Toderică   | Aripă de treisferturi  | 13 septembrie 1988 (36 de ani) |          | Olimp-Electromaș           |
| Mihai Artîc       | Fundaș                 |                                |          | Lupii Albi-USEFS           |
| Mihai Golubenco   | Fundaș                 | 21 noiembrie 1994 (30 de ani)  | 10       | Steaua București           |
| Dorin Petrache    | Fundaș                 |                                |          | Lupii Albi-USEFS           |

## Legături externe
- Site-ul oficial al Federației de Rugby din Moldova
- en  Republica Moldova Arhivat în 2 aprilie 2016, la Wayback Machine. la Rugby Europe